# Oswaldo Louzada
Oswaldo Louzada (12 avril 1912, Rio de Janeiro - 22 février 2008, Rio de Janeiro) est un acteur brésilien, connu aussi sous le nom de Louzadinha.

## Filmographie
- 2003 : Zorra Total
- 2003 : Femmes amoureuses (Mulheres Apaixonadas) : Leopoldo de Sousa Duarte
- 2002 : O Quinto dos infernos : Alencastro
- 2000 : Uga-Uga : Moretti
- 1995 : Cara e Coroa : prêtre (visiteur)
- 1995 : Engraçadinha... seus amores e seus pecados
- 1991 : Vamp : padre Eusébio
- 1990 : Desejo : Erico Coelho
- 1989 : Pacto de sangue : General Tóti
- 1988 : O Primo Basílio : Cunha Rosado
- 1986 : Hipertensão (en) : padre Vicente
- 1985 : O Tempo e o Vento : Florêncio (vieux)
- 1982 : Final Feliz : Olegário
- 1981 : Brilhante : Leonel
- 1979 : Cabocla (en) : Felício
- 1978 : Pecado rasgado : Bilu
- 1977 : Locomotivas : Chico Rico
- 1976 : Estúpido Cupido (pt) : Guimarães
- 1975 : Escalada : Galbino
- 1971 : Bandeira 2 : Lupa Papa-Defunto